# O Garimpeiro
O garimpeiro é um romance escrito por Bernardo Guimarães e publicado em 1872. O contrato entre autor e a editora B. L. Garnier foi firmado em 1870, e previa que a primeira edição seria de 2 000 exemplares.

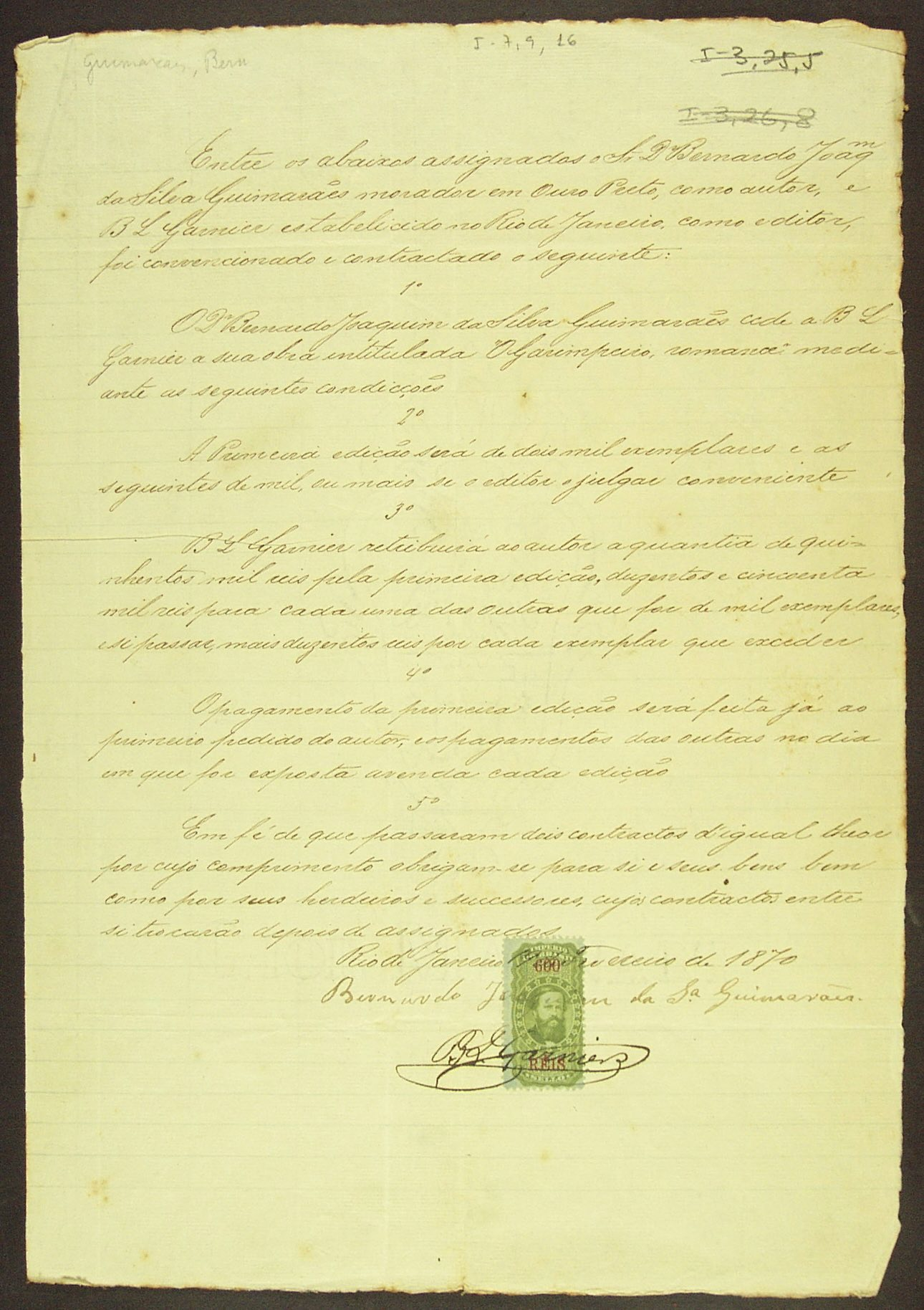
Contrato entre o escritor e a editora B. L. Garnier para a publicação do livro.

O livro é uma narrativa da vida sertaneja com hábitos e costumes mineiros, fala sobre garimpos e as festas da Vila do Patrocínio. O garimpeiro também é um romance de amor e costumes interioranos. A paisagem e natureza são descritas com riqueza de detalhes. Os personagens Major e sua filha Lúcia e Elias "aquele moço de Uberaba" entram logo em ação. O autor narra o cotidiano com detalhes e conhecimento de quem viveu a época. Além da utilização de palavreado técnico da mineração como grupiara e pinta, o autor utiliza vocabulário vulgar regional de Minas Gerais, como a substituição de janta por jantar, melcatrefe por mequetrefe, cavalo doutrinado no lugar de cavalo ensinado, entre outras palavras e expressões.O romance compõe os livros que deram origem ao Regionalismo, na literatura brasileira.

## Resumo
“
 (…) É impossível dar uma idéia do aspecto geral desse país. A cada eminência que se transpõe, uma nova perspectiva nos surpreende, um novo panorama se desenrola aos olhos do viandante. Aqui o solo ondula graciosamente em colinas de suave declive, separadas uma das outras por cristalinos córregos, orlados de capões, cujo tope escuro se destaca vivamente em meio do brilhante e verde claro matiz das campinas. Além se achata em vastos chapadões, que cansam a vista e impacientam o viandante que os percorre. (…)”

— O Garimpeiro - cap.1
Narra as aventuras de Elias, um moço pobre que ama e quer se casar com Lúcia, a filha de um rico fazendeiro. Para conquistar esse direito ele precisa enriquecer, e para alcançar o seu objetivo, ele trabalha duramente como garimpeiro. No livro, o autor utiliza o episódio da cavalhada para defender os costumes interioranos. O romance toca no problema que, já nessa época, agitava-se no Brasil: a abolição da escravatura, que aconteceria em 1888. Elias, um bom moço, mas pobre, após se mudar e conseguir ficar rico com a ajuda de Simão, mestiço que fora criado do pai, após isso Elias volta para a fazenda do major, que se surpreende-se ao vê-lo que tinha enriquecido, mas a moça já estava comprometido com outro pretendente rico, não por amor a ele. Major então decide dar permissão a Elias e Lúcia para se casarem, e assim foi os dois tiveram uma cerimônia simples e o livro termina com os dois no tumulo de Simão.